# Гольд Герман Мойсейович
Герман (Гернадій) Мойсейович Гольд (23 серпня 1933, Курськ) — живописець, заслужений художник України (2008). Член Спілки художників СРСР з 1964 року.

## Біографічні відомості
Народився у Курську. У 1957 році закінчив Єлецьке художнє училище.
У 1960–1962 рр. жив і стажувався в майстерні народного художника СРСР М.М. Жукова.

## Основні твори
Єврейський цикл: "Дар Всевишнього", "Третій день Хануки", "Весняне сонце", "Дует", "Молитва", "Вічний поклик (Бабин Яр)", "Шоа", "Книжник", "Навчання в дорозі", "Хлопчик Мотл", "Звернення до Га-Шема", "Втома", "Капітал", "Рядовий Каплан", "Дощ зі снігом", "Улюблена мелодія", "Гра на арфі", "Старий із канаркою", "Хасидський танець", "Гра собі на втіху", "Що раніше? ", "Старий із півником", "Хедер", "Ребе, що заснув", "Порадник", "Післяобідній сон", "Союз зі Всевишнім", "День перемоги", "Гетто", "Ша!", "Хасид", "Нічне читання", "Диспут", "Берешит...", "Бідний скрипаль", "Симхат-Тора", "Шаргород", "Сатанів. Стара синагога", "За читанням", "Шолом-Алейхем", "Спляча дитина", "Синагогальний сторож", "Скрипаль із дітьми", "Сусіди", "Цікаве запитання", "Хвилина щастя", "Арончик", "Гравець", "Бааль Шем Тов", "Нахман", "Ребе", "Рав Кук", "Поцілунок", "Разом тепліше", "Хвилина щастя", "Рознощик газет", "Соломон", "Праведники народів світу", "Шах і мат", "Біля колиски", "Шарманщик", "Осіння мелодія", "На призьбі", "Правда в очі", "Скрипаль", "На порозі", "Рідна кров", "Звук шофара", "Золотий Єрусалим", "Душевна розмова", "Доки горить свічка", "Самотність", "Сліпе кохання", "Цариця Субота", "Янголи-охоронці".
Портрет: "Портрет матері", "Командир авіаполку "Нормандія-Неман" Жан-Луї Тюлян", "Фазіль Іскандер", "Академік Карпінський", "Портрет Богатирьової", "Професор Коцюбинський Г. О.", "Сільський вчитель Д. М. Пронін", "На бабусиному стільці", "Автопортрет", "Академік Івахненко А. Г.", "Остання весна", "Рафаель", "Іван Дзюба", "Доктор Миротворська", "Професор Кроль Д. І.", "Письменник М. Горбовцев", "Архітектор Шухлін Д. І.", "Афанасьєв М. Г.", "Іван Кожедуб", "Режисер М. І. Кармілов", "Генерал Пуйяд, генерал Захаров Г. М., капітан де Ля Пуап", "Портрет В. Попова", "Портрет брата", "Професор Савельєв М. Б.", "Раскін", "Портрет Штернгеля", "Подвійний портрет", "Рима Асфандіярова", "Генерал-лейтенант Панкін В. К. (етюд)", "Горська Ф. Є.", "Академік М. З. Згуровський", "Талаліхін", "Професор В. В. Суслов", "Богдана", "Голда", "Агнон", "Хеді Ламарр", "Леонард Коен", "Ромен Гарі", "Натхнення".
Пейзаж: "Осінь у Лаврі", "До весни", "Тула", "Рання весна", "Брюссельські сутінки", "Весна прийшла", "Занедбаний дім Соломона", "Пора туманів", "Березень", "Околиця Курська", "Мокрий дах", "Центральний вхід у мою майстерню", "На узліссі", "Відлига", "Весняний шум", "Нудний день", "Простір", "Літній душ", "Галина хата", "Курськ", "Весна", "Первісток", "Ринок", "Кіра", "Ранок", "Січень", "Циганський хлопчик", "Жінка в синьому", "Перший етюд", "Після зміни", "Кара-Даг", "Суздаль", "Сонячний день", "Сільська вулиця", "Зимовий двір", "Вікна", "Осінні пагорби", "Дворик", "Яблуня", "Передмістя", "Старий будинок", "Берізки", "Урвище", "Феофанія", "Осінь", "Зимовка", "Зустріч із минулим".
Натюрморт: "Осінній букет", "Бузок", "На веранді", "Чорнобривці", "Півонії", "Фізаліс", "Братки", "Букет", "Букет і веселка", "Троянди", "Дзвіночки", "У червні", "Скромний букет", "Вересень", "Квіти в глечику", "Айстри", "Кінець літа", "На балконі", "Улюблені квіти", "Білі півонії", "Бузок з лимоном", "Півонії з полуницею", "Травневий букет", "Дощ за вікном", "Соняшники".
Твори зберігаються у Національному музеї «Київська картинна галерея», Національному музеї літератури України, Музеї Шолом-Алейхема, є власністю Міністерства культури України.
Полотна автора зберігаються в приватних колекціях США, Великої Британії, Франції, Швейцарії, Німеччини, Австралії, Японії, Греції, Росії, України та Ізраїля.

## Нагороди
10 жовтня 2008 року надано звання «Заслужений художник України» — за значний особистий внесок у розвиток національного образотворчого мистецтва, вагомі досягнення у професійній діяльності та з нагоди 70-річчя від дня заснування Національної спілки художників України 

## Персональні виставки
1960 - Курськ (Росія)
1962 - Курськ (Росія)
1967 - Курськ (Росія)
2002 - Київ (Україна)
2004 - Київ (Україна)
2007 - Київ (Україна)
2008 - Київ (Україна)
2010 - Київ (Україна)
2011 - Київ (Україна)
2012 - Дніпро (Україна) - у найбільшому єврейському громадському центрі світу "Менора"
2012 - Київ (Україна)
2013 - Київ (Україна) - у Національному музеї «Київська картинна галерея»
2014 - Київ (Україна) - у єврейському центрі "Атіква"
2016 - Київ (Україна) - у Центрі культури і мистецтв НТУУ "КПІ"
2016 - Київ (Україна) - у галереї Tauvers Gallery
2017 - Київ (Україна) - у галереї Tauvers Gallery
2018 - Київ (Україна) - у центрі "Сіфрія" Київської міської єврейської громади
2023 - Єрусалим (Ізраїль) - у культурному центрі "Гармонія"
2024 - Тель-Авів (Ізраїль) - в Українському культурному центрі при посольстві України в Державі Ізраїль